# Marcjan Michał Białłozor
Marcjan Michał Białłozor herbu Wieniawa OSBM (ur. w 1629, zm. 18 czerwca 1707) – duchowny unicki. 
Syn Stanisława Montwida herbu Wieniawa, kasztelana mścisławskiego i Anny Kolendzianki herbu Bełty. Jego krewnym był arcybiskup Gabriel Kolenda. 
Studiował w Kolegium Jezuitów w Braniewie i w Kolegium Greckim św. Atanazego w Rzymie. W 1662 mianowany koadiutorem pińsko-turowskim, a od 1665 ordynariuszem. Archimandryta klasztoru bazylianów Męczenników Św. Borysa i Gleba w Grodnie w 1664 roku. W 1697 przeniesiony na urząd arcybiskupa połockiego. Zwalczał wpływy prawosławia na Białorusi, szczególnie protestował przeciwko wydaniu przywileju na katedrę mohylewską i mścisławską Serapionowi (Polchowskiemu).

## Literatura dodatkowa
- Wacław Zaikyn: Białłozor Marcjan. W: Polski Słownik Biograficzny. T. 2: Beyzym Jan – Brownsford Marja. Kraków: Polska Akademia Umiejętności – Skład Główny w Księgarniach Gebethnera i Wolffa, 1936, s. 11–12. Reprint: Zakład Narodowy im. Ossolińskich, Kraków 1989, ISBN 83-04-03291-0